# Tellervo jacouleti
Tellervo jacouleti är en fjärilsart som beskrevs av Nakahara 1941. Tellervo jacouleti ingår i släktet Tellervo och familjen praktfjärilar. Inga underarter finns listade i Catalogue of Life.